# Chinchalli, Kollegal
Chinchalli là một làng thuộc tehsil Kollegal, huyện Chamarajanagar, bang Karnataka, Ấn Độ.